# فرانك فاندربروك
فرانك فاندربروك (بالفرنسية: Frank Vandenbroucke)‏ (و. 1955  م) هو أستاذ جامعي، وسياسي، ودبلوماسي بلجيكي، ولد في لوفان.

## مناصب
تولى منصب عضو مجلس النواب من بلجيكا
- عضو البرلمان الفلمنكي
- عضو مجلس الشيوخ البلجيكي

.

## التعليم
تعلم في جامعة أوكسفورد، وتعلم في جامعة كامبريدج، وتعلم في جامعة لوفان الكاثوليكية
.

## جوائز
حصل على جوائز منها:

Grand Officer of the Order of Leopold ‏ (6 يونيو 2009)